# This Iz the Japanese Kabuki Rock
A This Iz the Japanese Kabuki Rock   Miyavi japán rockzenész hatodik stúdióalbuma, mely 2008. március 19-én jelent meg. Az Oricon slágerlistáján a 25. helyet érte el, a Billboard Japan listáján pedig 27. volt.

## Számlista
Az összes dalszöveg szerzője Miyavi, az összes szám szerzője Miyavi és Tyko; kivéve 7, 10, 11 (Miyavi).
| 1.  | Jpn Pride                                                                                               | 5:13 |
| 2.  | 21st Century Tokió Blues (21st Century 東京 Blues)                                                      | 4:16 |
| 3.  | Kabuki dansi: Kavki Boiz (歌舞伎男子)                                                                   | 4:11 |
| 4.  | Boom-Hah-Boom-Hah-Hah                                                                                   | 4:19 |
| 5.  | Memories of Bushido (Instrumental)                                                                      | 1:06 |
| 6.  | Nowheregod                                                                                              | 7:06 |
| 7.  | Hi no hikari szae todokanai kono baso de (陽の光さえ届かないこの場所で ft. Sugizo)                      | 5:30 |
| 8.  | Szakihokoru hana no jó ni: Neo visualizm (咲き誇る華の様に-Neo Visualizm-)                              | 4:35 |
| 9.  | Szubarasikikana, kono szekai: What A Wonderful World (素晴らしきかな、この世界-WHAT A WONDERFUL WORLD-) | 4:10 |
| 10. | Curezure naru hibi naredo (徒然なる日々なれど)                                                          | 4:32 |
| 11. | Thanx Givin' Day                                                                                        | 2:57 |

| 1. | Hi no hikari szae todokanai kono baso de (Guitar Battle Mixx) (videóklip, Sugizóval)                                      |  |
| 2. | This Iz the torippanasi toszacu (This Iz The 撮りっぱなし盗撮ビデオ (videó))                                              |  |
| 3. | Hi no ucsidokoro szae miatranai kono PV documentary eizo (非の打ち所さえ見当たらないこのPVドキュメンタリー映像, werkfilm) |  |

## Közreműködők
- Miyavi: ének, vocal percussion, akusztikus gitár, elektromos gitár, elektromos szitár, Dobro gitár, samiszen, harang, csörgődob, gigpig
- Tyko: rap (1, 2, 3, 4, 6, 7, 8, 9), khöömii (5), beatbox (4)
- Hige-chang: basszusgitár (1)
- Jamagata Rjó: dobok (1, 3, 4, 6)
- DJ 1/2: turntable (1, 2, 6, 7, 9, 10)
- Saro: taptánc (1, 8, 9), dzsembé (6)
- Nakakita Juko: ütőhangszerek (1, 5, 6, 10)
- Murakami Iszao: japándob (1)
- Szakuma Maszahide: basszusgitár (2, 6, 7, 8, 9, 10), szintetizátor (8, 10)
- Soul Toul: dobok (2, 7, 8, 9, 10)
- Naszuno Micuru: basszusgitár (3, 4)
- DJ Hanger: turntable (3, 8)
- Takegami Josinari: szaxofon (3)
- M.C.A-T: zenei programozás (3)
- Sugizo: elektromos gitár (7)